# 小行星5243
小行星5243（5243 Clasien）是一颗绕太阳运转的小行星，为主小行星带小行星。该小行星于1973年9月29日发现。

## 轨道参数
小行星5243的轨道半长轴为2.7795368 UA，离心率为0.174。